# Willibald der Zauberlehrling
Willibald der Zauberlehrling war eine langjährige, jeweils einseitige Comic-Serie in der österreichischen Kinderzeitschrift Wunderwelt. Sie erschien über 10 Jahre lang bis Anfang der 1960er. Ursprünglich in vier horizontalen Zeilen, bestand die Seite ab 1953 aus drei senkrecht angeordneten Bilderfolgen mit darunter stehenden ironischen Reimen vom Illustrator Prinz. 
Autor und Illustrator war der Maler und Schriftsteller Peter Paul Prinz (* 1925), der zunächst beim Konkurrenzblatt Kinderpost gearbeitet hatte, aber 1948 zur neu gegründeten Wunderwelt wechselte. Ab 1964 arbeitete Prinz als Werbegrafiker in der Industrie.

## Inhalt
Zu Beginn der langjährigen Serie bestritt der kleine Willi seine gezeichneten Abenteuer allein, doch bald stand ihm der hochgewachsene Zaubermeister Hokus zur Seite. Prinz nannte die Serie zunächst Willi und Hokus. Dem Meister gab er, der auch die prägnant-humorvollen Verse verfasste, als Markenzeichen eine lange, spitze Zaubermütze, die mit geheimnisvollen Zeichen gespickt war, und einen langen blauen Mantel.
Willi sollte bei Hokus allmählich die Kunst des Zauberns lernen, doch diesem misslangen seine Hexereien meist trotz des gewaltig inszenierten, mit Töpfen und Dämpfen angereicherten Hokus-Pokus fast immer. Doch der aufgeweckte Lehrling Willi konnte die Situation fast immer retten.
Um der Comicserie nach Jahren neue Spannung zu verschaffen, erfand ihr Schöpfer den schnurrbärtigen und bösartigen Vetter Pokus. Mit funkelnden Augen ging Pokus seine Quertreibereien an, musste aber regelmäßig die Segel streichen und seine Niederlagen eingestehen.